# Empidadelpha torrentalis
Empidadelpha torrentalis är en tvåvingeart som först beskrevs av Miller 1923.  Empidadelpha torrentalis ingår i släktet Empidadelpha och familjen dansflugor. Inga underarter finns listade i Catalogue of Life.